# Otto Sidow

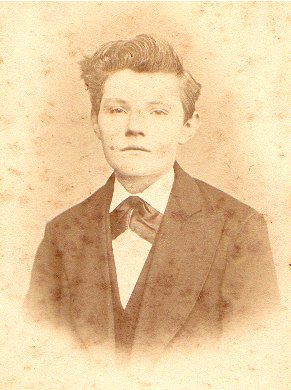
Otto Sidow als junger Zigarrenmacher

Otto Sidow

Friedrich Wilhelm Leopold Otto Sidow (* 1. Mai 1857 in Friesack, Landkreis Westhavelland; † 6. September 1927 in Brandenburg an der Havel) war ein deutscher Politiker.

## Leben und Wirken
Otto Sidow wurde als unehelicher Sohn des Grafen Karl Friedrich Emil Ferdinand Hermann von Bredow (1822–1893) und dessen Dienstmagd Caroline Sidow geboren. Seine Mutter siedelte, mit einer gräflichen Abfindung versehen, 1867 nach Brandenburg an der Havel über und betrieb dort ein Kleinhandelsgeschäft im Stadtteil Neustadt.
Nach Beendigung seiner Schulzeit begann Otto Sidow 1871 die Lehre eines Zigarrenmachers, eines Gewerbes, in dem verbreitet die ersten gewerkschaftlichen Zusammenschlüsse entstanden. Mit auffallendem Bildungsdrang ausgestattet war er bald „Vorleser“ von Zeitungen und Kommentator politischer Ereignisse. Dies und die Teilnahme an den ersten Versammlungen des Arbeitervereins in Brandenburg machten ihn früh mit Ideen sozialen Selbstbewusstseins der Arbeiter vertraut. 1875 ging er für ein Jahr ins hessische Lorsch, um dort weitere berufliche Kenntnisse zu erlangen wie ebenso die dortigen sozialen Verhältnisse kennenzulernen.
Nach dem Verbot sozialdemokratischer Vereine durch das Sozialistengesetz 1878 war er konspirativ am Erhalt der Vereinsstrukturen beteiligt, organisierte Versammlungen und bildete sich autodidaktisch fort. Daneben war er gewerkschaftlich tätig und vertrat im Mai 1890 den 12. Wahlkreis auf der Generalversammlung Deutscher Tabakarbeiter.
1890 war er nach Aufhebung des Sozialistengesetzes Mitbegründer des SPD-Ortsvereins in der Stadt Brandenburg und auch im Dezember an der Schaffung der parteieigenen Tageszeitung Brandenburger Zeitung beteiligt, die ab 1. Januar 1891 erschien. Nach einem politischen Prozess im Jahre 1895 musste er eine Gefängnisstrafe von sechs Wochen verbüßen. 1896 übernahm er unter dem Namen „Otto Sidow & Co.“ die Geschäftsführung des Verlages der „Brandenburger Zeitung“, die er bis zu seinem Tode innehatte. Zu seinen bekanntesten Redakteuren gehörten bis 1916 Erich Baron und ab 1924 Friedrich Ebert junior, der im Dezember 1925 sein Nachfolger wurde. Das Lebenswerk Otto Sidows, die Brandenburger Zeitung, wurde 1933 zerstört, als die Nationalsozialisten die Zeitung verboten, das ansehnliche Vermögen des Zeitungsverlages in Brandenburg und Rathenow beschlagnahmten und in das Eigentum des Staates Preußen überführten. Ab 1898 war Otto Sidow für die SPD Mitglied der Stadtverordnetenversammlung und wurde 1913 deren Schriftführer. Von 1919 bis 1924 und 1926 bis zu seinem Tod war er Stadtverordnetenvorsteher.
Von 1919 bis zu seinem Rücktritt aus Altersgründen im März 1927 war Otto Sidow gleichzeitig sowohl Vorsitzender des SPD-Provinzialverbandes Brandenburg wie auch des SPD-Unterbezirks Brandenburg – Belzig – Rathenow. 1919 wurde er im Wahlkreis 4 – Potsdam 1 – in die Nationalversammlung und in den Reichstag gewählt. Altersbedingt verzichtet er 1925 auf eine erneute Kandidatur. In seinen letzten Lebensmonaten verfasste er den ersten Teil einer Beschreibung der Entstehungs- und Frühgeschichte der organisierten Brandenburger Arbeiterbewegung bis zum Fall des Sozialistengesetzes 1890. Den geplanten zweiten Teil verhinderte sein Tod.
In der SPD zählte er zur Gruppe der Revisionisten um Eduard Bernstein. Deshalb wurde er zu DDR-Zeiten nicht als Vorkämpfer gesehen, sondern eher des Verrats am Sozialismus bezichtigt. In seinem kommunalpolitischen Wirken handelte er nach seinem Wahlspruch: „Die Vaterstadt über die Partei“ und hatte gemeinsam mit dem mit ihm befreundeten Oberbürgermeister Walther Ausländer großen Anteil an positiven Entwicklungen der kommunalen Sozialpolitik in der Stadt Brandenburg zwischen 1919 und 1933.
Die Grabstätte von Otto Sidow befindet sich auf dem Areal des Krematoriums Brandenburg.

## Ehrungen
Ehrenbürger der Stadt Brandenburg an der Havel seit dem 21. Dezember 1922.
1927 wurde eine neu angelegte Nebenstraße in einem neuen Wohngebiet an der Wilhelmsdorfer Straße nach ihm benannt (Otto-Sidow-Str.). 1936 löschten die Nationalsozialisten diese Namensgebung durch Umbenennung nach dem Weltkriegsflieger Max Immelmann in Immelmannstraße; dies wurde erst nach Kriegsende 1945 zurück korrigiert. Heute ist diese Straße als Teil des Zentrumsrings von Brandenburg eine deutlich längere Hauptdurchgangsstraße (Teilstrecke der Bundesstraßen 1 und 102).
2000 erhielt der bis dahin unbenannte Platz an der Kreuzung von Wilhelmsdorfer Str. und Otto-Sidow-Str. den Namen Otto-Sidow-Platz. (Der Platz ist bis heute (2012) nicht durch ein Straßenschild bezeichnet, sondern nur in Karten beschriftet !)

## Schriften
- Durch Sturm und Drang. Erinnerungsblätter zur Geschichte der Brandenburger Arbeiterbewegung bis zum Sozialistengesetz von 1878. Brandenburg 1927.